# IMI Negev
La IMI Negev (pron. Néguev) es una ametralladora ligera israelí que emplea cartuchos 5,56 x 45 OTAN, desarrollada por la IMI de Ramat HaSharon (ahora Israel Weapon Industries) como el reemplazo de la ametralladora ligera del mismo calibre Galil ARM. El diseño de esta nueva ametralladora israelí se inició en 1985, siendo oficialmente adoptada por las Fuerzas de Defensa de Israel en 1995.

## Características
La Negev es una ametralladora accionada por los gases del disparo, que empujan un pistón de recorrido corto dentro de un cilindro situado bajo el cañón y que su vez accionan un cerrojo rotativo. El cerrojo tiene cuatro tetones de acerrojado radiales que se encajan en la recámara y su rotación es controlada por un resalte de su cuerpo, que encaja en una hendidura del portacerrojo. También tiene un extractor accionado por resorte, mientras que en el cajón de mecanismos se encuentra un eyector de palanca (accionado por el retroceso del portacerrojo). El mantenimiento de campo consiste en desmontar el arma en 6 unidades principales: el cañón, la culata, el portacerrojo, el cerrojo, el bípode y el cilindro de gases. Todas las piezas, incluso los cañones de cambio rápido, son intercambiables.
La ametralladora tiene una culata metálica plegable y un bípode desmontable instalado en la parte delantera del guardamano y plegado bajo este cuando no se emplea. El cajón de mecanismos tiene ranuras y ganchos para asegurar el arma cuando es montada sobre ajustes a bordo de vehículos.  

### Regulador de gas
El regulador de gas ajustable de la Negev tiene tres posiciones: "1" - empleada exclusivamente cuando la ametralladora es alimentada mediante un cargador (su cadencia en este modo es de 850-1150 disparos/minuto), la posición "2" es empleada en condiciones normales de empleo, al ser alimentada mediante cinta (con una cadencia de 850-1150 disparos/minuto) y la posición "3", que es empleada en condiciones adversas tales como polvo, tierra o un cañón muy sucio. Los primeros prototipos empleaban un regulador de gas ajustable con tres posiciones distintas: "1" para empleo normal, "2" para condiciones adversas y "3" para aislar el sistema de gases y lanzar una granada de fusil, con un cartucho de fogueo alimentado desde un cargador especial de 12 cartuchos (un cargador modificado de fusil Galil).   

### Percutor
El portacerrojo de la Negev actúa como el percutor y dispara a cerrojo abierto. El selector es una palanca instalada en el lado izquierdo del pistolete, que tiene tres posiciones: "A" - fuego automático, "R" - fuego semiautomático y "S" - seguro. Al asesurar el arma, se desactiva el mecanismo del martillo (lo que evita accionar el portacerrojo) al levantar la palanca que mantiene al portacerrojo en posición adelantada y el martillo es desconectado del mecanismo del disparador. El arma puede asegurarse sin importar la posición del portacerrojo. La manija del cerrojo está equipada con un mecanismo de trinquete que inmoviliza el portacerrojo parcialmente amartillado.

### Alimentación
La Negev dispara el cartucho 5,56 x 45 OTAN y está optimizada para disparar la bala SS109. Es alimentada mediante una cinta desintegrable de eslabón abierto M27 de 150 cartuchos, que va en un contenedor de tela que se acopla al brocal del cargador, así como también mediante un cargador de 35 cartuchos del fusil Galil o un cargador de 30 cartuchos del fusil M16 (con un adaptador). También se encuentran disponibles cintas de 200 cartuchos con sus respectivos contenedores. La cinta se introduce en la bandeja de alimentación desde el lado izquierdo, mientras que el cargador es insertado verticalmente en el brocal situado bajo el cajón de mecanismos. El sistema de alimentación emplea un mecanismo de trinquete accionado por el retroceso del portacerrojo, la cinta solamente se mueve durante el retroceso del portacerrojo. La manija del cerrojo se sitúa en el lado derecho de la ametralladora.  

### Cañón
La Negev tiene un cañón de cambio rápido con ánima cromada, fabricado mediante forjado al frío. Tiene un apagallamas ranurado y una manija de transporte fija, que sirve para transportar el arma y cambiarlo cuando se ha sobrecalentado. El cañón solamente puede cambiarse tras levantar la cubierta de la bandeja de alimentación.
Durante el desarrollo inicial del arma, se pensó emplear un cañón con un estriado con tasa de rotación de 1:350 mm adaptado para el cartucho ligero M193. Se diseñó adicionalmente una bocacha multiusos, empleada para lanzar granadas de fusil.

### Mecanismos de puntería
Los mecanismos de puntería de la Negev consisten en un punto de mira tipo poste (ajustable en horizontal y vertical) y un alza circular con un tambor para ajustar su elevación, con alcances de 300 a 1000 metros. Para operaciones nocturnas, el arma está equipada con ampolletas de tritio gaseoso (suministradas por Betalight): una instalada en el punto de mira y dos en la hendidura de un alza convencional situada bajo el alza circular (antes de emplearla, el alza circular es pivotada hacia adelante para exponer el alza nocturna). La cubierta superior del cajón de mecanismos tiene un riel integrado que permite montar miras ópticas diurnas y nocturnas. Opcionalmente, se puede equipar el cañón con un riel para montar un puntero láser o una mira réflex.

## Características Técnicas
La Ametralladora Ligera Negev 5,56 mm fue desarrollada y fabricada por Israel Military Industries (IMI) conforme a los requisitos técnicos y operativos de las Fuerzas de Defensa de Israel (F.D.I.) y con especial énfasis en su confiabilidad y condiciones de mantenimiento.

### Descripción
- Munición: 5,56 x 45 OTAN (SS109/M-855; L110/M-856;P112)
- Peso: 7,45 kg
- Longitud Total: 1020 mm
- Número de estrías: 6
- Dirección estrías: dextrógira
- Paso: 1:7”
- Velocidad en boca: 915 m/s
- Alcance eficaz: hasta 1 km
- Cadencia de disparo: 
  - Regulador en “1”, cargador: 850-1050 disparos/min
  - Regulador en “2”, cinta: 850-950 disparos/min
  - Regulador en “3”, cinta: 950-1150 disparos/min
- Mecanismos de puntería: 
  - Alza: de abertura, con tambor de elevación para alcances de 300-1000 m (a intervalos de 100 m)
  - Punto de mira: tipo poste, ajustable para deflexión y elevación.
- Alimentación: cinta y cargador
- Posiciones: S – Seguro; R - Repetición, semiautomático; A – Automático.
- Opera a Gas, con regulador para ajustar la cadencia de disparo según las condiciones
- Modo de disparo: cerrojo abierto
- Niveles de mantenimiento:
  - Escalón A: batallón
  - Escalón B: Brigada
  - Escalón c: Taller de mantenimiento
- Partes Principales: 
  - Cañón
  - Cajón de mecanismos
  - Cerrojo, cilindro y pistón
  - Culata

## Variantes
La Negev SF es una versión más corta y ligera de la ametralladora ligera Negev, conocida también como la Negev de asalto. Este modelo tiene un cañón acortado a 330 mm, no tiene bípode y al plegar su culata solamente mide 680 mm. Para emplearla como arma de asalto, una empuñadura delantera montada lateralmente es sujetada por el usuario con su mano izquierda y permite dispararla desde la cadera. La Negev Comando pesa 9,55 kg con el contenedor una para cinta de 150 cartuchos. También puede montarse a bordo de vehículos y helicópteros. Esta variante fue probada por las fuerzas especiales de las FDI a fines de 1998.
También esta la variante NG7 que es casi igual al Negev convencional solo que cambia el cartucho de 5,56 OTAN a 7,62 OTAN y es un poco más grande que aquella (esta versión la fábrica con licencia en Colombia). La NG7 SF tiene un cañón más corto, midiendo 420 mm, y tiene un agarre lateral.

## Usuarios
- Israel

Empleada por las Fuerzas de Defensa de Israel
- Argentina

Es empleada por la Policía Federal Argentina
Es empleada por la Prefectura Naval Argentina en sus lanchas Shaldag.
- Colombia

Fabricada Localmente Bajo Licencia la versión "Negev NG7" en Calibre 7,62 × 51 por Indumil desde 2016. Usada por el Ejército de Colombia, la Policía Nacional y la Fuerza Aérea.
- Estonia[3]

- Georgia[4]

- India

- México

Usada por la Guardia Nacional
- Paraguay

Usada por el Ejército Paraguayo.
- Ucrania

Usada en las unidades de élite de la Guardia Nacional de Ucrania, renombrada como Fort-401.